# Raión de Joyavend
Joyavend (en azerí: Xocavənd) es uno de los cincuenta y nueve rayones en los que subdivide políticamente la república de Azerbaiyán. La capital es la ciudad de Joyavend.
El gobierno local ha dividido a este rayón en dos provincias, Martuni y Hadrut. Fue ocupado por los armenios durante la guerra de Nagorno-Karabaj.

## Territorio y Población
Comprende una superficie de 1458 kilómetros cuadrados,con una población de 40 500 personas, que supone una densidad poblacional de 27,77 habitantes por kilómetro cuadrado.

## Historia
Desde 2 de octubre de 1992 el distrito de Joyavend se controla por las fuerzas armadas de Armenia.
Según el Presidente de Azerbaiyán el 14 de octubre de 2020 "el ejército azerbaiyano liberó las aldeas de Bulutan, Malikjanli, Kemartuk, Teke y Tagaser de la región de Joyavend". El 20 de octubre de 2020 los pueblos de Agjakend, Mulkudere, Dashbashi, Gunashli (Norashen), Vang (Chinarli) de la región de Joyavend pasaron a estar bajo el control de las Fuerzas Armadas de Azerbaiyán.

## Economía
La principal actividad económica es la agricultura. Se producen vinos y cereales. Las explotaciones ganaderas son también importantes.